# Beilschmiedia louisii
Beilschmiedia louisii är en lagerväxtart som beskrevs av Robyns & Wilczek. Beilschmiedia louisii ingår i släktet Beilschmiedia och familjen lagerväxter. Inga underarter finns listade i Catalogue of Life.